# 자계 전투
자계 전투(慈溪之戰)는 1862년 항저우만의 남쪽 영파의 자계에서 벌어진 청나라군과 상승군과 태평천국군과의 전투이다.

## 개요
1862년, 태평천국군은 상해에 연속적으로 공격을 했기 때문에 상해의 조계에 자리잡은 서양인 주민들은 잠재적인 위협의 제거에 찬성하게 되었다. 제임스 호프 제독의 지휘하에 영국 해군과 프랑스 해군이 청나라 군대에 협력하여 태평천국군에게 군사 행동을 시작했다. 당시 태평천국군의 거점 중 하나는 항저우만 남쪽의 닝보였다.
5월 6일, 청군이 닝보를 포위하는 동시에 영국과 프랑스 함대가 항구에 진입했다. 태평천국군은 포격을 가했지만 함대는 반격을 가하고 병력을 상륙시켰다. 영국과 프랑스군은 태평천국군을 압도했고, 청군에 돌입할 기회를 주었다. 닝보를 확보한 청군은 주변 지역에 대한 공격을 시작했다. 프레드릭 타운센드 워드가 이끄는 상승군도 청군과 함께 닝보에서 약 16km 떨어진 자계에 파견되었다.
9월 20일, 워드는 자계에 대한 공격을 시작했지만, 전투 중에 치명상을 입었다. 그러나 워드는 전장에 남아 승리를 지켜보다 다음날 사망했다.
상승군의 지휘는 헨리 버제빈에게 승계되었고, 그를 둘러싸고 한바탕 말썽이 생긴 후, 찰스 고든에게 인계되었다.

## 같이 보기
- 태평천국의 난